# Sophie Wilde
Sophie Wilde (Sydney, 22 februari 1998) is een Australische actrice.

## Biografie
Wilde werd in 1998 geboren in Sydney en heeft een Ivoriaanse moeder, Monalisa, en een Australische vader, Simon. Ze groeide op in Enmore, een buitenwijk van Sydney in de Inner West. Vanaf haar vijfde volgde ze dramalessen aan het National Institute of Dramatic Art (NIDA) en het Australian Theatre for Young People (ATYP). Ze ging vervolgens naar de Newtown High School of the Performing Arts. Nadat ze haar school had afgerond, studeerde ze acteren aan het NIDA en studeerde in 2019 af met een Bachelor of Fine Arts in Acting.
In oktober 2014, tijdens een reis naar de Himalaya, werd Wilde, toen 16 jaar oud, samen met haar vader als vermist opgegeven na de sneeuwstormramp in Nepal. Na negen dagen nam Wilde's vader contact op met haar moeder om haar te vertellen dat het goed met hen ging, nadat ze naar een afgelegen gebied van de Himalaya waren gereisd toen de lawine toesloeg.

### Carrière
In 2020 speelde Wilde Ophelia in de Bell Shakespeare-productie van Hamlet. Datzelfde jaar werd ze door de Casting Guild of Australia uitgeroepen tot "Rising Star".
In 2021 maakte Wilde haar televisiedebuut als Scout in de dramaserie Eden. Later dat jaar speelde ze de rol van Kyra in de vierdelige BBC-serie You Don't Know Me. Ter voorbereiding op de rol oefende Wilde haar Engelse accent door naar Britse actrices als Michaela Coel te kijken en te luisteren.
Wilde maakte haar speelfilmdebuut in de bovennatuurlijke horrorfilm Talk to Me die werd vertoond op het filmfestival van Adelaide in 2022 en het Sundance Film Festival in 2023. Ze kreeg lovende kritieken voor haar prestaties en voor deze rol won ze de AACTA Award voor beste actrice in een hoofdrol en werd onder andere genomineerd voor de Saturn Award voor beste vrouwelijke bijrol.
In augustus 2022 kreeg Wilde de hoofdrol van Mia Polanco in de Netflix-serie Everything Now die in 2023 werd uitgebracht. In 2023 speelde Wilde de rol van Sophie Western in het ITV-drama Tom Jones naast Solly McLeod en Hannah Waddingham, en in de fantasiefilm The Portable Door met Christoph Waltz. In 2024 werd Wilde genomineerd voor de BAFTA Rising Star Award. Ook in 2024 speelde ze verslaggever Caitlyn Spies in de Australische Netflix-serie Boy Swallows Universe.

## Filmografie

### Films
- 2024: Babygirl - als Esme
- 2023: The Portable Door - als Sophie Pettingel
- 2022: Talk to Me - als Mia

### Televisie
- 2024: Boy Swallows Universe - als Caitlyn Spies (hoofdrol)
- 2023: Everything Now - als Mia Polanco (hoofdrol)
- 2023: Tom Jones - als Sophia Western (miniserie, 4 afleveringen)
- 2021: You Don't Know Me - als Kyra (miniserie, 4 afleveringen)
- 2021: Eden - als Scout (hoofdrol)

### Theater
- 2020: Hamlet - als Ophelia (Bell Shakespeare)[3]

## Prijzen en nominaties
De belangrijkste:
| Jaar | Prijs                       | Categorie                       | Film              | Uitslag     |
| ---- | --------------------------- | ------------------------------- | ----------------- | ----------- |
| 2024 | Critics Choice Super Awards | Beste actrice in een horrorfilm | Talk to Me        | Gewonnen    |
| 2024 | AACTA Awards                | Beste actrice                   | Talk to Me        | Gewonnen    |
| 2024 | Saturn Award                | Beste vrouwelijke bijrol        | Talk to Me        | Genomineerd |
| 2024 | British Academy Film Awards | Rising Star Award               | Rising Star Award | Genomineerd |
| 2024 | Filmfestival van Cannes     | Trophée Chopard                 | Trophée Chopard   | Gewonnen    |